# Lucien Herr
Lucien Herr, född 17 januari 1864 i Altkirch, Elsass, död 18 maj 1926 i Paris, var en fransk filosof.
Herr genomgick École normale supérieure, där han från 1888 verkade som bibliotekarie. I denna egenskap utövade han ett inflytande, vars betydelse inte kan skattas nog högt, mindre kanske genom att förvandla detta bibliotek för Frankrikes främsta humanistiska intelligens till ett av landets mångsidigaste och, vad utländsk litteratur och vetenskap beträffar, rikast försedda samlingar, än genom övertygelsen och den intellektuella noblessen hos hans starka, mångsidigt bildade och osjälviska personlighet. Från tidiga år var han socialist, och Herr utgjorde den andliga kraften i dreyfusardernas propaganda och hans bibliotek högkvarteret för den socialistiska och radikala intelligens, som samlades kring Jean Jaurès, Charles Péguy och Léon Blum. Upptagen av sitt dagliga arbete och mer fallen för studier än litterära sysselsättningar, blygsam och obenägen för societetsliv, utövade Herr i obemärkthet på generationer av Frankrikes intelligens, främst på sin nära vän Jean Jaurès, ett inflytande som få andra. Hans vetenskapliga produktion är tunnsådd men av högt värde. Herrs vän och kamrat sedan studieåren Charles Andler omvittnade i La vie de Lucien Herr om Herrs begåvning och skärpan i hans filosofiska teorier, vilka dock aldrig kom i tryck. Genom sina tyska och ryska förbindelser utövade han åren före första världskriget ett stort inflytande. Han hem var tillflyktsorten för många av Rysslands av tsardömet förföljda intellektuella. Länge förberedde Herr ett brett anlagt verk om Friedrich Hegel, vilket han dock aldrig hann avsluta. Under en följd av år var han redaktionssekreterare i den betydande Revue critique, under kortare perioder La Volonté och utrikesredaktör i den av Jaurès jämte honom grundade L'Humanité. Liksom Jaurés litade han blint på den tyska socialdemokratins mod och förmåga att hindra ett krigsutbrott, och första världskriget kom därför som en brutal överraskning. Kriget grusade hans tro på tysk humanism av samma art som den, vilken före 1870 besjälat Ernest Renan och Hippolyte Taine. 
Bland Herrs skrifter märks Le progrés intellectuel et l'affranchissement. 1932 utkom Choix d'écrits i två band.